# Aeroportul F.D. Roosevelt
Aeroportul F.D. Roosevelt (IATA: EUX, ICAO: TNCE) este un aeroport din Sint Eustatius, Țările de Jos ce deservește zona Oranjestad⁠(d). Aeroportul a fost tranzitat în 2021 de 15.250 de pasageri. A fost deschis în 1946.
Situat la o altitudine de 39 m, aeroportul dispune de 1 pistă.

## Infrastructură

### Piste
Aeroportul dispune de o singură pistă. Pista 06/24 are suprafața de asfalt și dimensiunile 1.300 m × 30,5 m. 